# فرودگاه براک‌وی
فرودگاه براک‌وی (به انگلیسی: Brockway Airport) یک فرودگاه خصوصی است که یک باند فرود شن دارد و طول باند آن ۱۲۱۹ متر است. این فرودگاه در کشور کانادا قرار دارد و در ارتفاع ۹۱ متری از سطح دریا واقع شده‌است.